# Codex Vindobonensis Mexicanus I
Codex Vindobonensis Mexicanus I (с лат. — австрийский мексиканский кодекс I), также Codex Vindobonensis C и Codex Mexicanus I — миштекский иллюстрированный кодекс, датируемый приблизительно XIV в.

## Содержание
Кодекс делится на аверс и реверс. Аверс из 52 страниц посвящён сотворению мира богами, происхождению первых людей и основанию миштекских династий. Реверс из 13 страниц — это обстоятельная родословная правителей Тилантонго (одного из крупнейших миштекских царств), перечисляющая всех правителей, их детей и т. д. Аверс кодекса был расписан до 1350 г., в то время как реверс моложе и был создан уже во 2-й половине XIV—XV вв.

## История
Неизвестно, когда именно был найден кодекс, возможно, в Веракрусе и послан в Севилью, вместе с кодексом Зуш-Наттолл, в качестве подарка Карлу V в 1519. Дальнейшая судьба кодекса малоизвестна, но он побывал в Португалии, Риме, Веймаре, и наконец, в Вене.
Переходя от владельца к владельцу, из города в город, манускрипт менял название 18 раз. Он был известен как Константинопольский кодекс, Византийский кодекс, Мексиканский кодекс I. Последнее название чаще используется в настоящее время.
В данный момент кодекс хранится в Австрийской национальной библиотеке в Вене.

## Внешние ссылки
- Оцифрованная версия кодекса в Австрийской национальной библиотеке